# Heineken International
Heineken International es una empresa cervecera neerlandesa fundada en 1864 por Gerard Adriaan Heineken en Ámsterdam.
Desde 2015, Heineken es propietaria de más de 165 fábricas de cerveza en más de 70 países y tiene unos 76.000 empleados. Además de la cerveza Heineken lager, elabora y vende más de 2.500,000 cervezas internacionales, regionales y locales, así como especialidades. Entre las marcas que comercializa están Amstel, Bohemia, Cruzcampo, Birra Moretti, Dos Equis, Desperados, Ladrón de Manzanas, modelo. Murphy's, Ochota, Starobrno, Tecate, Zagorka, Żywiec.
Con una producción anual de cerveza de 181,3 millones de hectolitros, Heineken está posicionada como uno de los mayores fabricantes de cerveza del mundo, en base al volumen producido. Las fábricas de Países Bajos de Heineken se encuentran en Bolduque, en Zoeterwoude y en Wijlre. La fábrica cervecera original se encuentra en Ámsterdam y, aunque cerró en 1988, se conserva como un museo llamado Heineken Experience.

## Historia

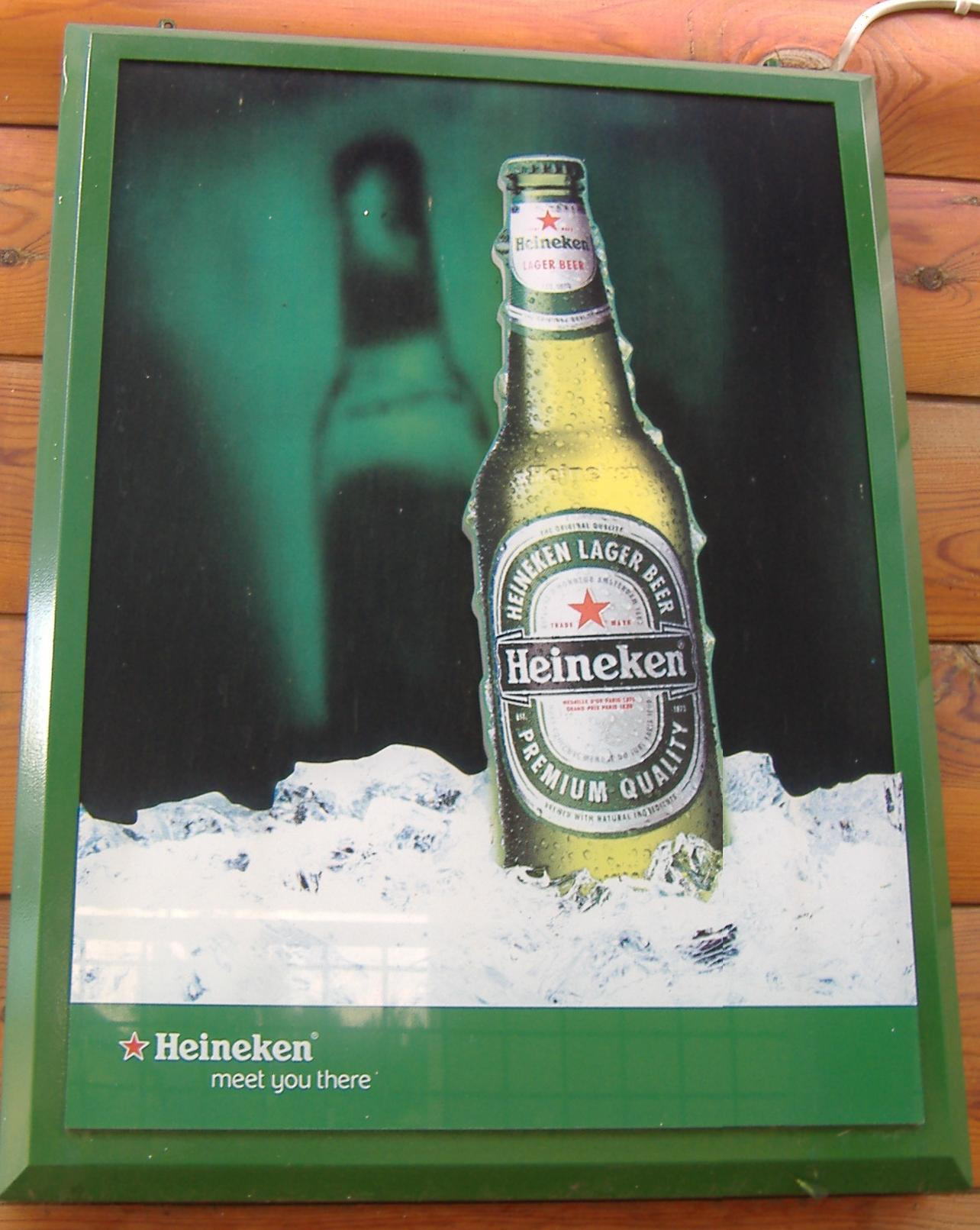
Cartel publicitario de la cerveza Heineken Lager.

### Gerard Adriaan Heineken
La empresa Heineken fue fundada en 1864 cuando a los 22 años Gerard Adriaan Heineken compró una fábrica de cerveza conocida como De Hooiberg (El Pajar) en Ámsterdam. En 1869 Heineken cambió al uso de la levadura de fermentación baja. En 1873 el nombre de la fábrica de cerveza de Heineken fue cambiado a Bierbrouwerij Maatschappij (HBM) y se abrió una segunda fábrica de cerveza en Róterdam en 1874. En 1886 H. Elion, discípulo del químico francés Louis Pasteur, desarrolló la "levadura Heineken A", en el laboratorio Heineken. Esta levadura sigue siendo el ingrediente clave de la cerveza Heineken.

### Henry Pierre Heineken
El hijo del fundador, Henry Pierre Heineken, dirigió la empresa desde 1917 hasta 1940, y su implicación con ella continuó hasta 1951. Durante su mandato, Heineken desarrolló técnicas para mantener la calidad de la cerveza durante la producción a gran escala.
Después de la Primera Guerra Mundial (1914-1918), la empresa se centró cada vez más en la exportación. Tres días después de que terminase la prohibición de beber alcohol en los Estados Unidos, aterrizó el primer envío de Heineken en Nueva York. Desde ese día, Heineken ha seguido siendo una de las marcas de cerveza de importación más exitosas en los Estados Unidos.

### Alfred Henry Heineken
El hijo de Henry Pierre, Alfred Henry "Freddy" Heineken, comenzó a trabajar en la compañía en 1940 y en 1971 fue nombrado Presidente de la Junta Ejecutiva. Él era una fuerza poderosa detrás de la continua expansión global de Heineken, y aunque se retiró de la Junta Ejecutiva en 1989, mantuvo la participación en la compañía hasta su muerte en 2002.
Durante este período, Heineken trató de aumentar su precio de las acciones por la compra de las fábricas de cerveza competidoras y el cierre hacia abajo. Después de la Segunda Guerra Mundial se compraron muchas pequeñas cerveceras y otras cerraron. En 1968 Heineken se fusionó con su mayor competidor, Amstel, y en 1975 abrió una nueva fábrica de cerveza en Zoeterwoude. La fábrica de cerveza Amstel fue cerrada en 1980 y su producción se trasladó a Zoeterwoude y a Den Bosch.

### Presente

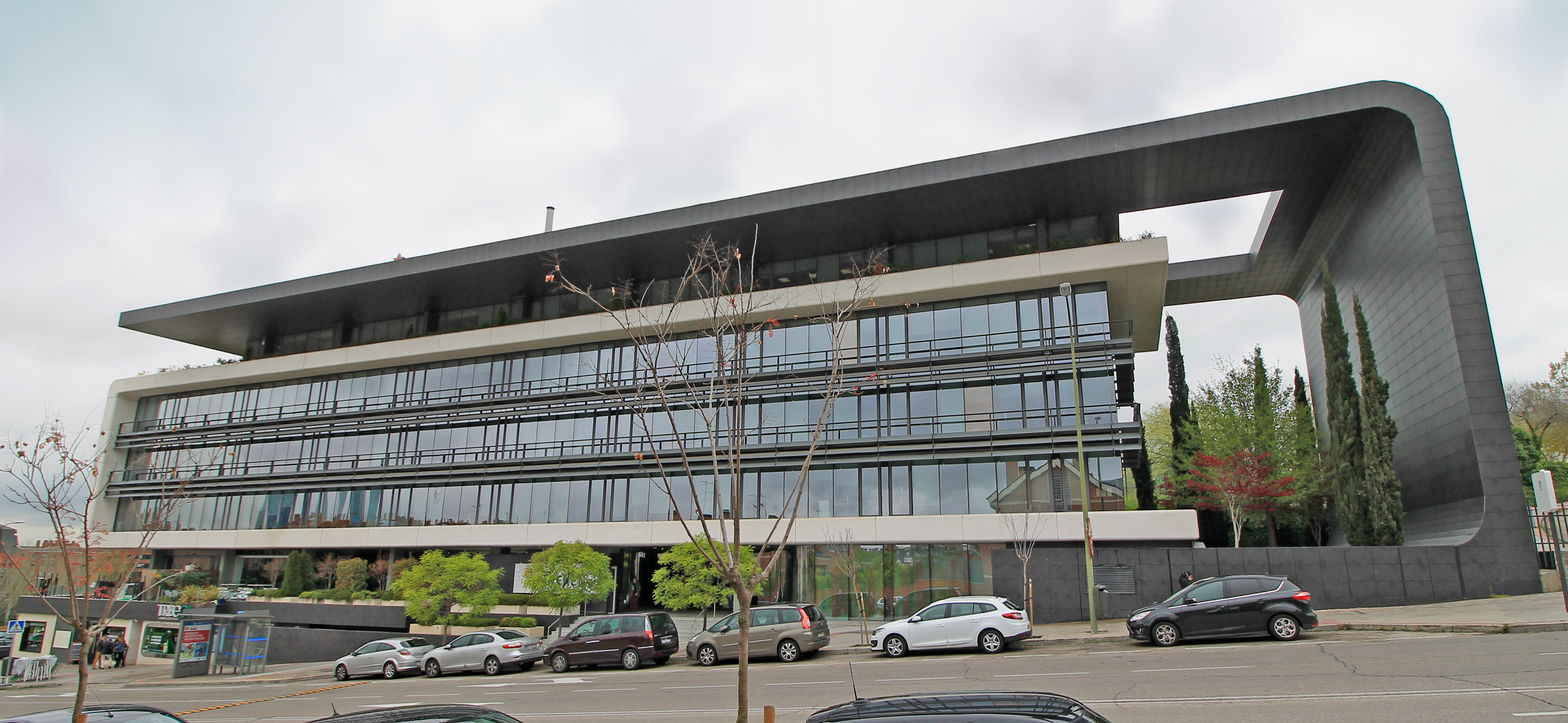
Oficinas de Heineken en Madrid (España).

En 2008 Heineken y Carlsberg adquirieron la empresa Scottish and Newcastle (S&A). La cervecera británica S&A era la séptima empresa cervecera del mundo y ambas se repartieron sus mercados. Heineken se quedó con India, Portugal, Irlanda, Finlandia, Bélgica y Reino Unido. Por otro lado, Carlsberg se quedó con Francia, Grecia, Rusia, China y Vietnam.
Con la adquisición de S&A Heineken se convirtió en el tercer productor de cerveza en función de sus ingresos, por detrás de la empresa belga-brasileña AB InBev y de la británica-sudafricana SABMiller. No obstante, en 2015 AB Inbeb adquirió Sabmiller, quedando Heineken como la segunda mayor empresa cervecera, seguida de Carlsberg.
El 11 de enero de 2010 firmó un acuerdo con el grupo mexicano FEMSA para la Cervecería Cuauhtémoc Moctezuma, una de las más importantes en México, y la división Empaque, holding de Famosa, Silíces de Veracruz entre otras.
La compañía Heineken vendería sus productos en México a través de FEMSA, que es la mayor embotelladora y cervecería en toda Iberoamérica, y el fabricante de marcas como Dos Equis XX, Bohemia y Sol. FEMSA pasó a poseer el 20% de Heineken NV (en una operación valorada en 7200 millones de dólares), convirtiéndose entonces en su mayor accionista después de las familias holandesas (Heineken y Hoyer), que poseían en ese momento el 25,83%, y de los accionistas públicos, que poseían el 54,17%.
El 1 de septiembre de 2014 Heineken anuncia la venta de su filial de Empaque a Crown Holdings por 1 200 millones de dólares. El 10 de septiembre de 2015, Heineken International anunció que adquiriría una participación del 50% en Lagunitas Brewing Company de Petaluma, California, como parte de un esfuerzo para permitir que Lagunitas expanda sus operaciones a nivel mundial. Como parte del acuerdo, Lagunitas ya no se considerará una cervecera artesanal, ya que la participación de Heineken es superior al 25%.
El 18 de setiembre de 2017, FEMSA completó una oferta de acciones del Grupo Heineken, en la que su participación accionaria se redujo al 14.76%. El 15 de febrero de 2023, FEMSA anunció la venta de sus acciones en Heineken como parte de su nuevo plan a largo plazo

## Estructura global
Heineken organiza la empresa en cinco territorios que luego se dividen en zonas de operaciones regionales. Las regiones son: Europa Occidental, Europa Central y Oriental, Las Américas, África y Oriente Medio, y Asia y Pacífico. Estos territorios albergan 115 plantas cerveceras en más de 65 países, produciendo marcas locales, además de la marca Heineken.

### Cerveceras
| África y Oriente Medio - Al Ahram Beverages Company, Egipto - Harar Brewery, Etiopía - Bralirwa, Ruanda - Brarudi, Burundi - Brasserie Almaza, Líbano - Brasseries de Bourbon, Reunión - Brasseries du Cameroun, Camerún - Brasseries du Congo, Congo-Brazzaville - Bralima, República Democrática del Congo - Consolidated Breweries, Nigeria - Groupe Castel Algérie, Argelia - Tango Brewery, Argelia - Guinness Ghana Breweries, Ghana - General Investment, Jordania - Namibia Breweries, Namibia - Nigerian Breweries, Nigeria - Société nouvelles des Brasseries SONOBRA, Túnez - Sierra Leone Brewery Limited, Sierra Leona - Sedibeng Brewery, Sudáfrica - Tempo Beer Industries, Israel | Asia y Pacífico - Cambodia Brewery Ltd. (CBL), Camboya - Shanghai Asia Pacific Brewery, China - Hainan Asia Pacific Brewery Company Ltd., China - Guangzhou Asia Pacific Brewery, China (en construcción) - Multi Bintang Indonesia, Indonesia - Asia Pacific Breweries (Aurangabad) Ltd., Aurangabad, India - Asia Pacific Breweries-Pearl Private Ltd., Hyderabad, India - Heineken Kirin K. K., Japón - Lao Asia Pacific Brewery, Laos - DB Breweries, Nueva Zelanda - South Pacific Brewery Ltd. (SPB), Papúa Nueva Guinea - Asia Pacific Breweries, Singapur - Asia Pacific Brewery Lanka Ltd. (APB Lanka), Sri Lanka - Thai Asia Pacific Brewery, Tailandia - Vietnam Brewery, Vietnam - Hatay Brewery, Vietnam |

Europa
| - Brau Union Österreich, Austria - Syabar Brewing Company, Bielorrusia - Alken-Maes, Bélgica - Zagorka Brewery, Bulgaria - Karlovačka pivovara, Croacia - Starobrno, República Checa - Federation Breweries, Gateshead, Inglaterra (cerrada en 2010) - H. P. Bulmer, Hereford, Inglaterra - John Smith's, Tadcaster, Inglaterra - Royal Brewery, Mánchester, Inglaterra - Francia: Brasserie de l'Espérance, Schiltigheim Brasserie Pelforth, Mons-en-Baroeul Brasserie de la Valentine, Marsella Brasserie Fischer, Schiltigheim (cerrada en 2009) Brasserie Adelshoffen, Schiltigheim (cerrada en 2000) Brasserie Mutzig, Mutzig (cerrada en 1989) - España: Heineken España, con sede central en Sevilla y fábricas en Sevilla, Jaén, Valencia y Madrid | - Athenian Brewery, Grecia - Heineken Hungária, Hungría - Heineken Ireland, Cork, Irlanda - Heineken Italia, Italia - Dinal, Kazajistán - Pivara Skopje, Macedonia - Heineken Nederland, Países Bajos - Hansa Borg Bryggerier, Noruega - Żywiec Brewery, Polonia - Central de Cervejas, Portugal - Heineken Romania, Rumanía - Heineken Brewery LLC, Rusia - Pivara MB, Serbia - Pivara Zaječar, Serbia - Caledonian Brewery, Edimburgo, Escocia - Heineken Slovensko, Eslovaquia - Pivovarna Lasko, Lasko, Eslovenia - Heineken Switzerland, en Suiza - Calanda Bräu, en Suiza |

América
- Central Cervecera de Colombia, Colombia
- Cervecería Centroamericana S.A. de Guatemala
- Brasserie Nationale d'Haiti, Haití
- Compañía de Cervecerías Unidas, Argentina
- Commonwealth Brewery, Las Bahamas
- Cervejarias Kaiser, Brasil
- Compañía de Cervecerías Unidas, Chile
- Cervecería Costa Rica, Costa Rica
- Heineken Ecuador S.A., Ecuador
- Cervecería Tres Cruces, Perú
- Cervecería Nacional Dominicana, República Dominicana
- Desnoes & Geddes, Jamaica
- Cervecería Cuauhtémoc Moctezuma, México
- Cervecerías Barú-Panama, S.A., Panamá
- Windward & Leeward Brewery, Santa Lucía
- Surinaamse Brouwerij, Surinam

## Accionariado
Las acciones de Heineken International se comercializan en el NYSE Euronext de Ámsterdam y en el OTCQX bajo las letras HEIA y HEINY respectivamente. 
| Escalafón | Nombre del propietario        | % del accionariado |
| --------- | ----------------------------- | ------------------ |
| 1         | Heineken Holding N.V1         | 50.50              |
| 2         | Charlene de Carvalho-Heineken | 23                 |
| 3         | Otros                         | 26.5               |
|           | Total                         | 100.00             |

## Otras actividades de la compañía

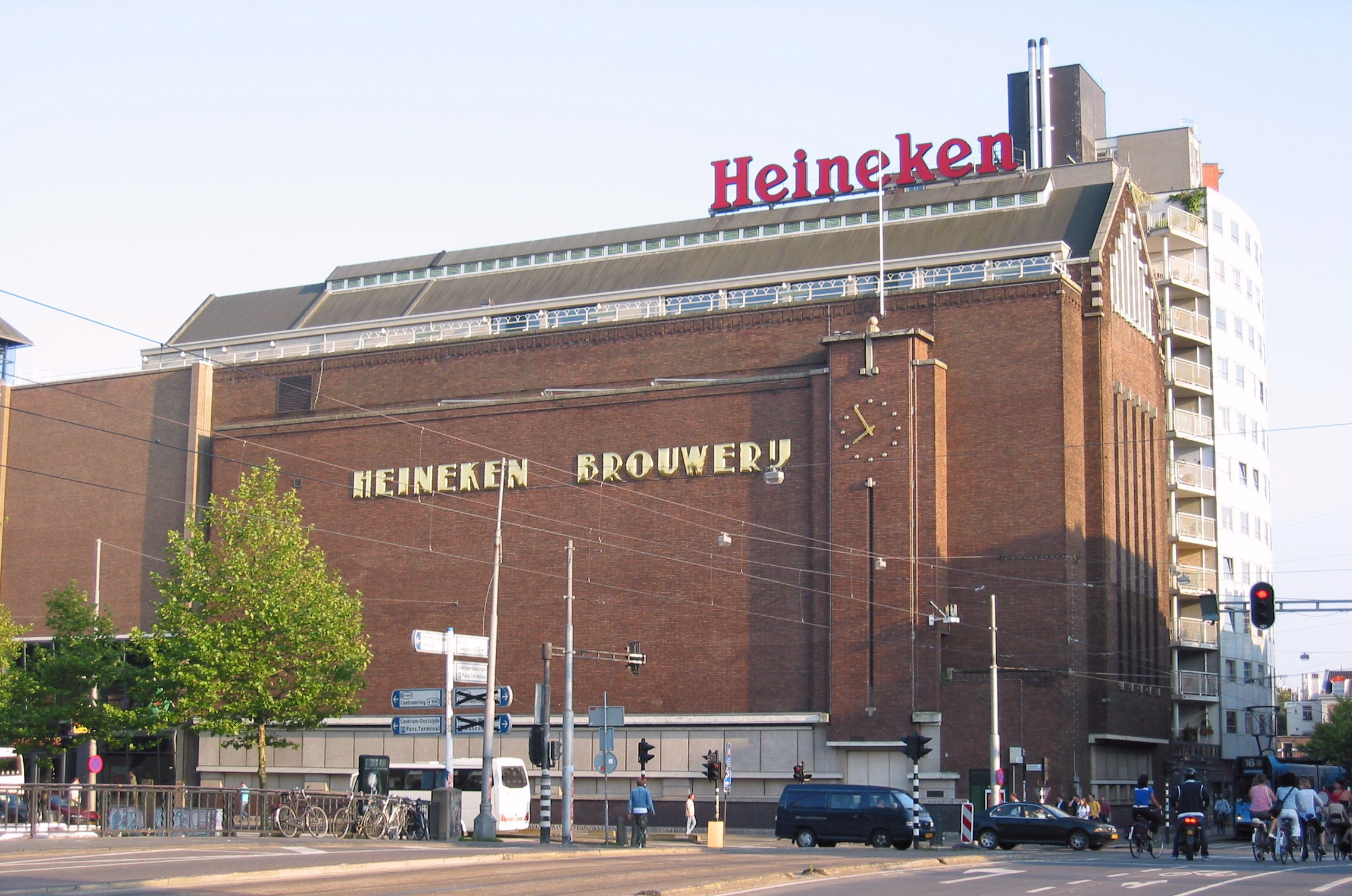
Museo Heineken Experience sobre la compañía.

El museo Heineken Experience se encuentra ubicado en una antigua cervecera en Ámsterdam.
Heineken también ha iniciado la expansión en el negocio de bares-restaurantes bajo la franquicia Heineken Life.
Heineken ha sido patrocinador del torneo de fútbol europeo UEFA Champions League, de la UEFA Europa League,de la UEFA Europa Conference League  y por primera vez de la Eurocopa 2020 y también dio su nombre a la Copa Europa de rugby: la Heineken Cup. y desde 2016 se convirtió en el auspiciante oficial de la Fórmula 1 por al menos 6 años aparte de renovar su contrato con el circuito internacional de tenis ATP